# 梅尼勒布兰泰勒
梅尼勒布兰泰勒（法語：Mesnil-Bruntel，法語發音：[mɛnil bʁœ̃tɛl]）是法国上法蘭西大區索姆省的一个市镇，属于佩罗讷区。

## 地理
梅尼勒布兰泰勒（49°53'49"N, 2°57'32"E）面积7.31 平方千米，位于法国上法蘭西大區索姆省，该省份为法国北部沿海省份，北起加来海峡省和北部省，西接滨海塞纳省和大西洋英吉利海峡，南至瓦兹省，东临埃纳省。
与梅尼勒布兰泰勒接壤的市镇（或旧市镇、城区）包括：布里、卡尔蒂尼、杜万、埃斯特雷-蒙斯、佩罗讷。

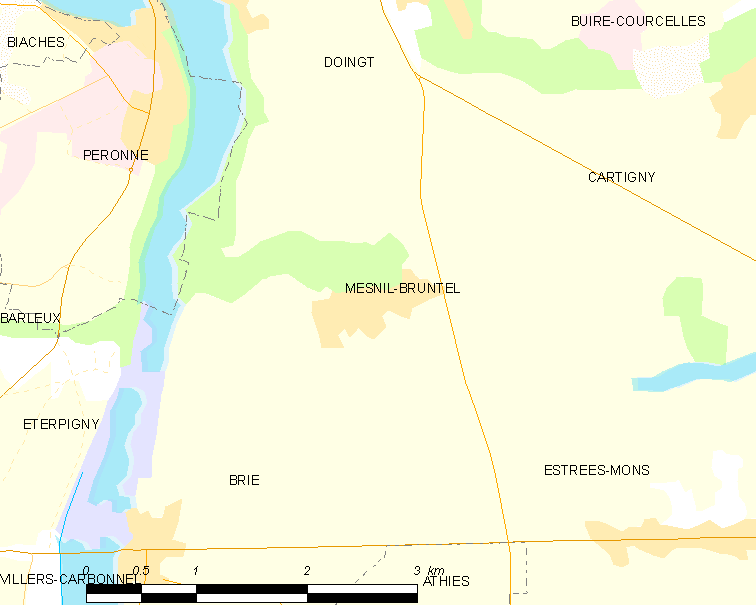
梅尼勒布兰泰勒的OSM定位图

梅尼勒布兰泰勒的时区为UTC+01:00、UTC+02:00（夏令时）。

## 行政
梅尼勒布兰泰勒的邮政编码为80200，INSEE市镇编码为80536。

## 政治
梅尼勒布兰泰勒所属的省级选区为佩罗讷县。

## 人口

1962-2008年间梅尼勒布兰泰勒人口变化图示

梅尼勒布兰泰勒于2022年1月1日时的人口数量为289人。